# 1306 en santé et médecine
| Années de la santé et de la médecine : 1303 - 1304 - 1305 - 1306 - 1307 - 1308 - 1309    |
| Décennies de la santé et de la médecine : 1270 - 1280 - 1290 - 1300 - 1310 - 1320 - 1330 |

Cet article présente les faits marquants de l'année 1306 en santé et médecine.

## Événements
- Un hôpital des pauvres consacré à saint Jean-Baptiste (Hospital of St. John Baptist) est attesté sur le pont de Stony Stratford dans le comté de Buckingham en Angleterre[1].
- L'hôpital de la Porte-Neuve est attesté à Toulouse[2].
- L'hospice St.-Remberti-Stift (de) de Brême est mentionné pour la première fois, en tant que léproserie[3],[4].
- Avant 1306 : Étienne Haudry, maître drapier parisien, fait construire un hôpital des pauvres qu'il confie aux Haudriettes, congrégation fondée par Jeanne, son épouse[5],[6].

## Publications
- Dans un mémoire adressé à Édouard Ier, roi d'Angleterre, et beau-frère de Philippe le Bel, le légiste Pierre Dubois propose que, pour renforcer les armées croisées, les filles des chevaliers apprennent « le latin, la logique, une langue orientale et les sciences naturelles, mais surtout la médecine et la chirurgie[7] ».
- Vers 1306 : le chirurgien Guillem Correger dédicace au roi Jacques II de Majorque sa traduction en catalan de la Chirurgie de Théodoric[8].
- 1306-1312 : Henri de Mondeville, chirurgien de Philippe le Bel, travaillant au plus ancien ouvrage publié en français sur ce thème, rédige les deux premières parties, consacrées à l'anatomie et aux plaies, contusions et ulcères, d'une « Chirurgie » qu'il n'achèvera qu'en 1320[9].

## Personnalités
- Fl. Aymonet, Estévenet d'Ansa, Guichard[10], Jeannet, Martin et Philippe[11], barbiers à Lyon et confrères de la Trinité[12].
- Fl. Humbert de Marcilly, médecin qui assiste à Vernon, en Normandie, aux derniers moments de Robert II, duc de Bourgogne[10].
- Vers 1306 : fl. Abraham, médecin juif de Narbonne en Languedoc[10].

## Décès

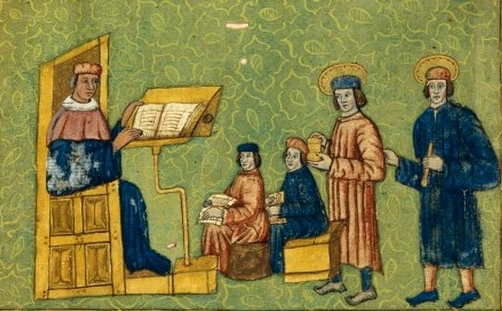
Frontispice
de la Chirurgie de Lanfranc

- Lanfranc de Milan (né vers 1250), médecin et chirurgien italien dont la Chirurgia magna, dédiée en 1296 à Philippe le Bel, « dominera tout l'enseignement chirurgical jusqu'à l'apparition de Guy de Chauliac[14] ».
- 1305 ou 1306 : Jacob ibn Tibbon (né vers 1236), astronome, médecin et traducteur juif provençal[15].